# Bitka kod Resene
Bitka kod Resene je vođena 243. godine između rimske vojske pod pretorijanskim prefektom Timesitejem na jednoj, i perzijske vojske pod kraljem Šapurom I. na drugoj strani. Predstavljala je dio pohoda rimskog cara Gordijana III. Imala je za ciljem vratiti pod rimsku vlast teritorije koje su njegovi prethodnici izgubili u sukobima sa Šapurovim ocem Ardaširom I. Bitka je završila rimskom pobjedom, te je Šapur prisiljen na povlačenje preko Eufrata. Timesitej se, međutim, ubrzo nakon pobjede razbolio i umro; zamijenio ga je Filip Arapin. Pohod je nastavljen, ali su Rimljani početkom sljedeće godine doživjeli poraz u bitci kod Misičea.
Bitka se dogodila kod tadašnje antičkog grada Resena (lat. Raesena) danas poznatog kao Ra's al-'Ayn u sjevernoj Siriji.